# Argia euphorbia
Argia euphorbia là một loài chuồn chuồn kim trong họ Coenagrionidae.
Argia euphorbia được miêu tả khoa học năm 1946 bởi Fraser.